# Alphonse Lavallée-Smith
Ne doit pas être confondu avec Alphonse Lavallée.
Louis Alphonse Émile Lavallée-Smith, né le 17 avril 1873 à Berthierville et mort le 23 juillet 1912 à Sainte-Agathe-des-Monts, est un compositeur, organiste et professeur de musique québécois. Il est le fondateur du premier conservatoire national de Montréal, en 1905.

## Biographie
Alphonse Lavallée-Smith est le fils du docteur Wenceslas Smith (1843-1930), né à Baie-du-Febvre et de Zénobie Lavallée (†1937), une cousine du compositeur Calixa Lavallée.
On lui connaît six frères et sœurs, dont Edgar, né en 1879 ; médecin comme son père, il étudie le contrepoint et la fugue et compose en amateur. Il a publié une mélodie, Let me forget, publiée à Washington D.C., par H. Kirkus Dugdale Co, vers 1912.
Alphonse a étudié la musique au Séminaire de Nicolet de 1886 à 1893 avec notamment Octave Hardy Châtillon, son père étant installé à Saint-Thomas-de-Pierreville où sa mère était organiste. Après avoir travaillé pendant trois ans comme organiste à la cathédrale de Nicolet, il s'installe à Montréal, où il fut l'élève de Romain-Octave Pelletier l'Ancien et organiste adjoint des églises Saint-Jacques et Notre-Dame.
De 1896 à 1897, il étudia à Paris avec Théodore Dubois, Eugène Gigout, Alexandre Guilmant et Charles-Marie Widor. Après son retour au Canada, il devint organiste à l'église de Saint-Henri et professeur au Collège de Montréal.
Le 15 octobre 1903, il épousa dans la paroisse Saint-Jean-Baptiste de Nicolet, Québec, Julie-Anna Désaulniers, fille du docteur Denis-Benjamin-Guillaume Desaulniers, et ils eurent un fils et deux filles.

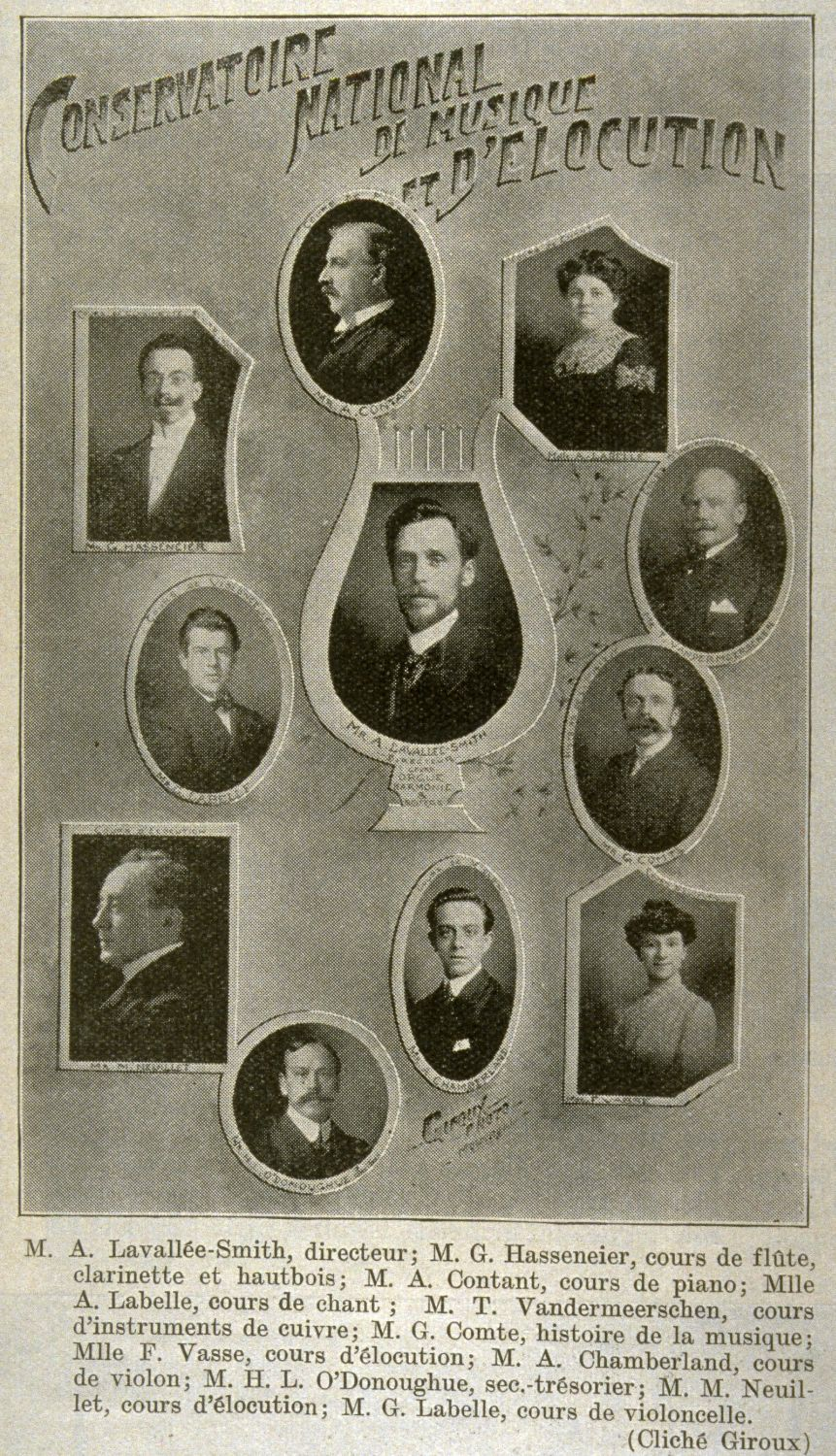
Conservatoire national de musique et d'élocution, 1906.

En 1905, il fonda le conservatoire national de Montréal sous le nom de « Conservatoire national de musique et d'élocution ». En 1906, il reçut les lettres patentes du Secrétariat d'État du Canada lui accordant l'autorisation d'enseigner la musique, la diction, l'élocution, le dessin et la peinture, et d'octroyer des diplômes. Par la suite, le conservatoire prit le nom de « Conservatoire national Limitée ». À la mort de son fondateur en 1912, 250 diplômes avaient été décernés. Il fut remplacé par Jean-Noël Charbonneau en 1912.
Alphonse Lavallée-Smith composa quelque 130 partitions, la plupart restées manuscrites, notamment des cantates, des œuvres musicales pour orgue, des opérettes, des chants pour chorales, des mélodies et des chants patriotiques. Un requiem composé l'année de sa mort fut joué pour la première fois pour ses propres funérailles à l'église Saint-Henri. Il est décédé prématurément de la tuberculose le 23 juillet 1912 à Sainte-Agathe-des-Monts, au Québec, et inhumé le 26 juillet à Nicolet.

## Œuvres

### Musique sacrée
- Trois motets pour chœur: 1. Salve Regina 2. Ave Maria 3. O salutaris hostia. Montréal : Archambault, 1896
- La Nativité, cantate, pour soli, chœur et orgue orchestre. Lewiston, N.Y. : Edwin Mellen Press, c.1900
- Requiem, Messe des morts harmonisée à trois voix égales d’après l’édition vaticane, 1912

- Postlude, scherzo en la mineur pour orgue

### Musique profane
- Cantate du Séminaire de Nicolet, sur un texte de Louis-Honoré Fréchette (ancien élève), pour les fêtes du centenaire en 1903
- Gisèle, opérette, livret d'Honoré Thibault
- Gavotte mignonne pour piano. Montréal : Archambault (1896)
- Mignonne, pourquoi pleurer?, poésie de A. Lefebvre
- L’oubli, poésie d’Armand Silvestre
- Parlons français! Paroles de Jean Crédo (1874-1926).  Montréal : au « Passe-temps ». J. G. Yon (c1909)
- Lévis dans l’Ile Sainte-Hélène (Près Montréal), solo de baryton et chœur, piano. Paroles de Jean Crédo (1874-1926).  Montréal : au « Passe-temps ». J. G. Yon (c1909)

Le fonds d'archives d'Alphonse Lavallée-Smith est conservé au centre d'archives de Montréal de Bibliothèque et Archives nationales du Québec, (cote : mss -267).